# Bufo calamita
Bufo calamita là một loài cóc thuộc chi Bufo bản địa châu Âu. Con trưởng thành dài từ 60–70 mm và có thể được phân biệt với Bufo bufo bởi một sọc vàng dọc giữa lưng. Chúng có chân tương đối ngắn. Loài này có tiếng kêu bạn tình rất to và riêng biệt, nhờ một túi kêu nằm dưới cằm con đực.

## Phân bố
B. calamita có mặt ở 17 quốc gia châu Âu. Ở quần đảo Anh, loài này hầu như chỉ có mặt ở vùng ven biển. Đây là loài cóc bản địa duy nhất của Ireland, hiện diện ở bán đảo Dingle và Derrynane tại hạt Kerry và cũng đã được đưa đến hạt Wexford.